# Juho Jaakonaho
Johannes "Juho" Jaakonaho (1 de setembro de 1882 — 21 de janeiro de 1964) foi um ciclista olímpico finlandês. Representou sua nação em dois eventos nos Jogos Olímpicos de Verão de 1912.